# 天主教布賈拉教區
天主教布賈拉教區（拉丁語：Dioecesis Budjalaënsis）是剛果民主共和國一個羅馬天主教教區，屬姆班達卡-比科羅總教區。
教區成立於1964年11月25日，位於該國西北部赤道省西部。2012年有教友669,000人（佔轄區總人口49.4%）、十八個堂區、四十三名司鐸。現任教區主教為菲利贝托·坦伯·恩兰杜。